# Горіх чорний (Хмельницький)
Горі́х чо́рний — ботанічна пам'ятка природи місцевого значення в Україні. Розташована в межах міста Хмельницький, вул. Пилипчука, 51/1.
Площа 0,02 га. Статус надано згідно з рішенням облвиконкому № 213 від 14.07.1977 року. Перебуває у віданні: УЖКГ Хмельницького міськвиконкому.
Статус надано з метою збереження одного вікового дерева горіха чорного.